# Адучиев, Церен Базарович
Цере́н База́рович Адучи́ев (калм. Церн Адучин; 22 декабря 1919, Ики-Манлан, Астраханская губерния — август 1990, Малодербетовский район, Калмыцкая АССР) — калмыцкий рапсод, сказитель калмыцкого эпоса «Джангар», джангарчи.

## Биография
Родился в 1919 году в Ики-Манале (ныне — Малодербетовского района). Искусству джангарчи научился у своего отца. В возрасте 13 лет знал наизусть песни калмыцкого эпоса из репертуара Ээляна Овла.
В 1939 году Мало-Дербетовским райвоенкоматом был призван в РККА. Принимал участие в сражениях Великой Отечественной войны в составе 405-го (лёгкого) артиллерийского полка 114-й стрелковой дивизии; 26 июля 1942 года демобилизован по состоянию здоровья.

## Творчество
Песни «Джангара» Церен Адучиев исполнял только пением в сопровождении калмыцкой домбры. Церен Адучиев принадлежал к канонической школе джангарчи Ээляна Овла, которая не изменяла сюжеты песен.
В 1970-е годы из его уст были записаны песни «Джангара».
В 1988 году в журнале «Теегин герл» была опубликована статья «Певец народного эпоса», посвящённая 70-летию джангарчи Церена Адучиева. В августе 1990 года он занял первое место в конкурсе исполнителей эпоса.

## Награды
- Орден Отечественной войны I степени (6.4.1985)[4]

## Комментарии
1. ↑  В источниках[1] указывается также 1918 год рождения.